# New York Iscenesat
New York Iscenesat (eng: Synecdoche, New York) er en amerikansk film fra 2008 instrueret og skrevet af Charlie Kaufman der også har produceret filmen sammen med Spike Jonze. New York Iscenesat er Charlie Kaufmans første film som instruktør. 

## Medvirkende
- Philip Seymour Hoffman som Caden Cotard
- Catherine Keener som Adele Lack
- Samantha Morton som Hazel
- Hope Davis som Madeleine Gravis
- Tom Noonan som Sammy Barnathan
- Emily Watson som Tammy
- Jennifer Jason Leigh som Maria
- Dianne Wiest som Ellen Bascomb/Millicent Weems
- Deirdre O'Connell som Mrs. Bascomb
- Michelle Williams som Claire Keen